# Prionolabis sounkyana
Prionolabis sounkyana is een tweevleugelige uit de familie steltmuggen (Limoniidae). De soort komt voor in het Palearctisch gebied.